# Tamar Chmiadaschwili
Tamar Chmiadaschwili (georgisch თამარ ხმიადაშვილი; * 27. November 1944 in der Georgischen SSR; † vor dem 2. November 2019) war eine georgische Schachspielerin und -schiedsrichterin. Auf internationalen Schachturnieren der FIDE wurde sie auch Tamar, Tamara oder Tamari Khmiadashvili genannt. Sie ist die erfolgreichste Spielerin bei den Schachweltmeisterschaften der Senioren, errang fünfmal den Titel Weltmeisterin und belegte siebenmal den zweiten Platz.

## Leben
Tamar Chmiadaschwili stammt aus Georgien, der Heimat der Weltmeisterinnen Nona Gaprindaschwili und Maia Tschiburdanidse. Sie studierte Germanistik in Tiflis und sprach gut Deutsch. In einem Interview von Harald Grafenhofer mit ihr bei der Senioren-Weltmeisterschaft 1998 in Grieskirchen sagte sie: „Ich wohne in der Hauptstadt Tiflis und arbeite bei der Schachföderation als Schachtrainerin. Schon einige meiner Schülerinnen haben bei Jugend-Weltmeisterschaften Titel errungen.“ Seit 2007 war sie Schachschiedsrichterin der FIDE.

## Schach
Die Einzelmeisterschaft der Frauen der Georgischen SSR gewann sie dreimal: 1972, 1975 und 1978.
Im Jahre 1998 in Grieskirchen, Österreich wurde sie Weltmeisterin der Senioren. Davor hatte sie bereits dreimal an Senioren-Schachweltmeisterschaften teilgenommen (1995 und 1996 in Bad Liebenzell, sowie 1997 in Bad Wildbad), wo sie jeweils den zweiten Platz belegte. In Gladenbach wurde sie zum zweiten Mal Weltmeisterin bei der Schachweltmeisterschaft der Senioren 1999.
Aufgrund ihres Erfolges in Grieskirchen wurde ihr 1998 der Titel Großmeisterin der Frauen (WGM) verliehen.

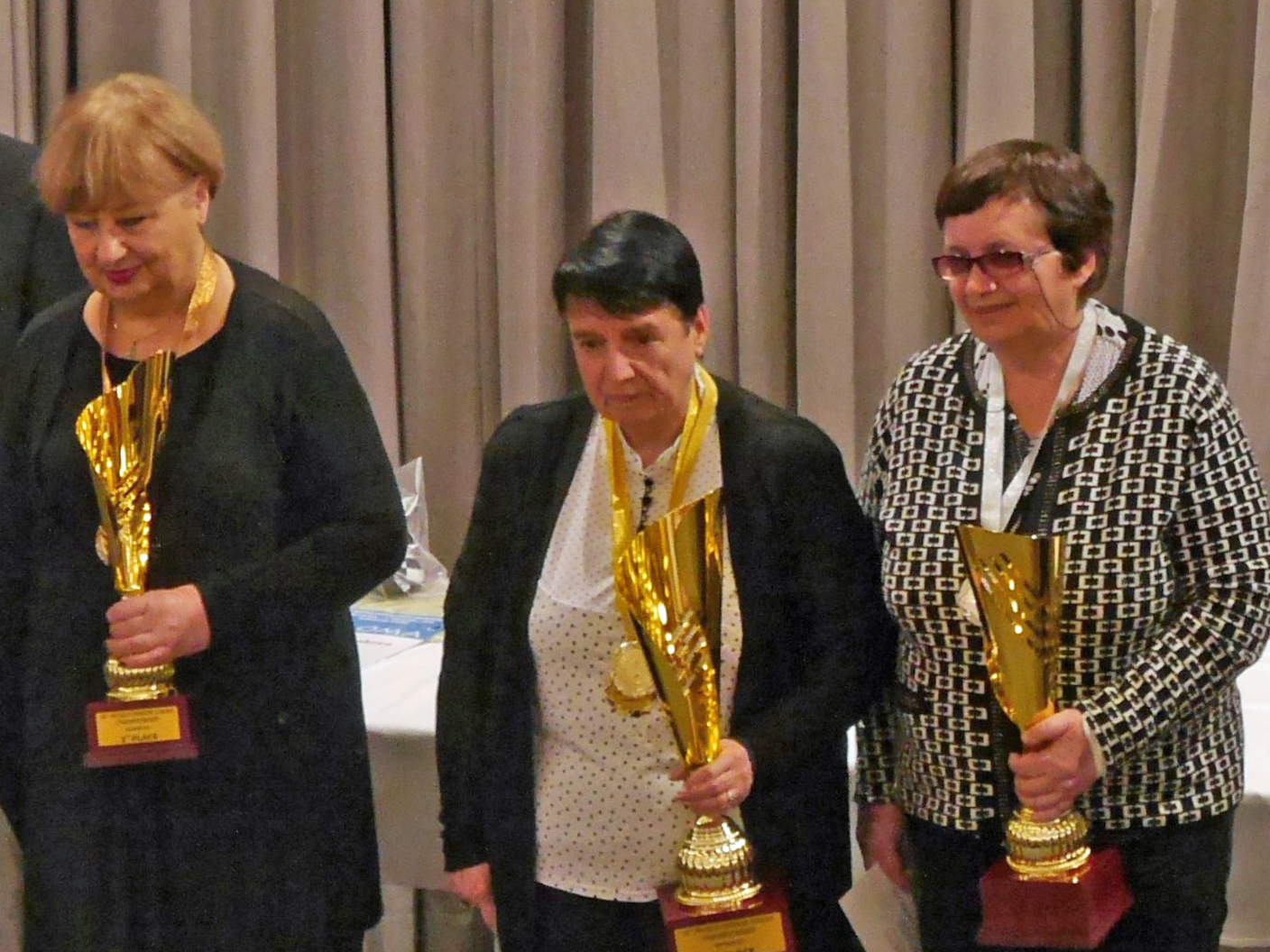
Chmiadaschwili, Gaprindaschwili und Fatalibekowa, Siegerehrung der Weltmeisterschaft 2016 in Marienbad

In den Jahren 1999 bis 2008 nahm sie an neun weiteren Weltmeisterschaften der Senioren teil: 1999 erster Platz in Gladenbach, 2000 zweiter Platz in Rowy, Polen, 2001 in Arco (Trentino), Italien, 2002 zweiter Platz in Naumburg (Saale), 2003 erster Platz in Bad Zwischenahn, 2004 zweiter Platz in Halle (Saale), 2006 zweiter Platz in Arvier, Italien, sowie 2007 in Gmunden, Österreich und 2008 in Bad Zwischenahn.
Bei einem Seniorenturnier im Rahmenprogramm der Schacholympiade 2008 in Dresden war sie  beste weibliche Teilnehmerin (5. Platz bei 125 Teilnehmern). Es siegte Großmeister Yair Kraidman aus Israel.
Im Jahre 2010 in Arco (Trentino) konnte sie erneut die Seniorenweltmeisterschaft der Frauen gewinnen. Im Jahre 2016 wurde sie in Marienbad Dritte hinter Nona Gaprindaschwili und Jelena Fatalibekowa. Im November 2017 gewann Chmiadaschwili in Acqui Terme die Seniorenweltmeisterschaft in der Wertung Frauen 65+.